# ボレロ (衣服)

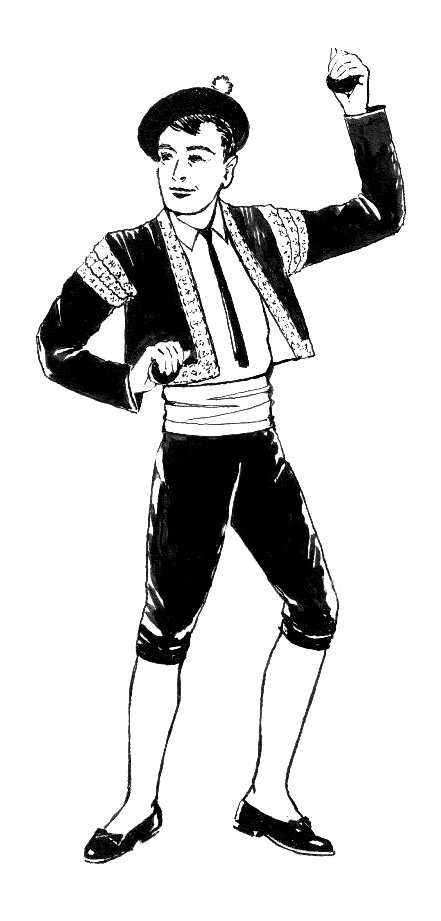
ボレロを着て踊る男性

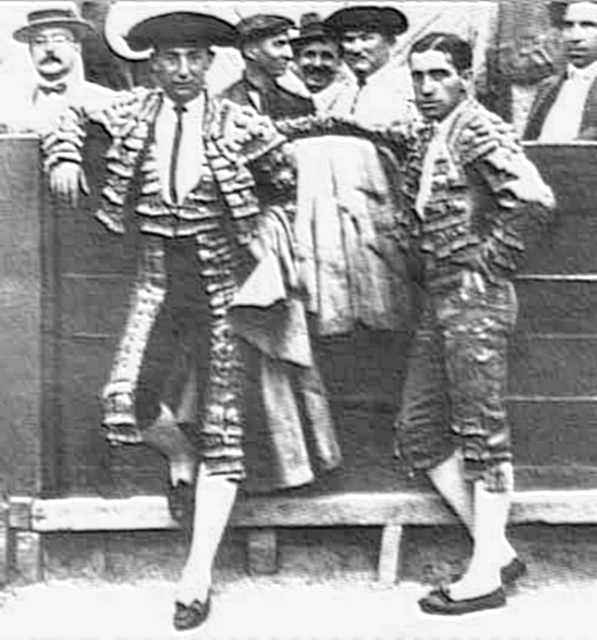
ボレロを着た闘牛士

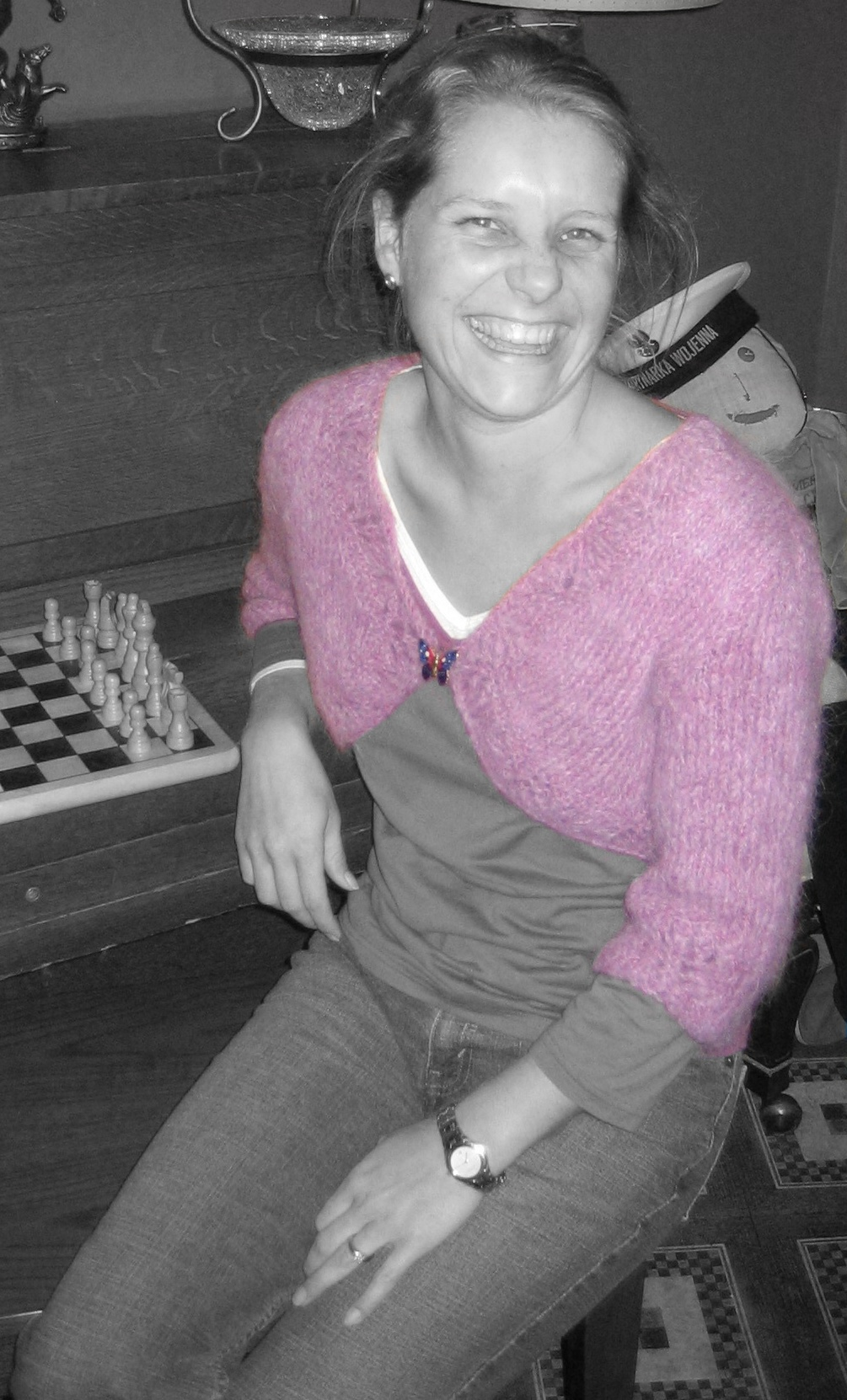
シュラグを着た女性

ボレロ（英: Bolero、Bolero jacket、Bolero suit）は、トップスの一つ。日本では主として女性向けの衣類として着用される。
形状や素材はジャケットやカーディガンと同様で、丈がウエストよりも短く、前立てや打ち合わせがなく前が開いているものの総称。

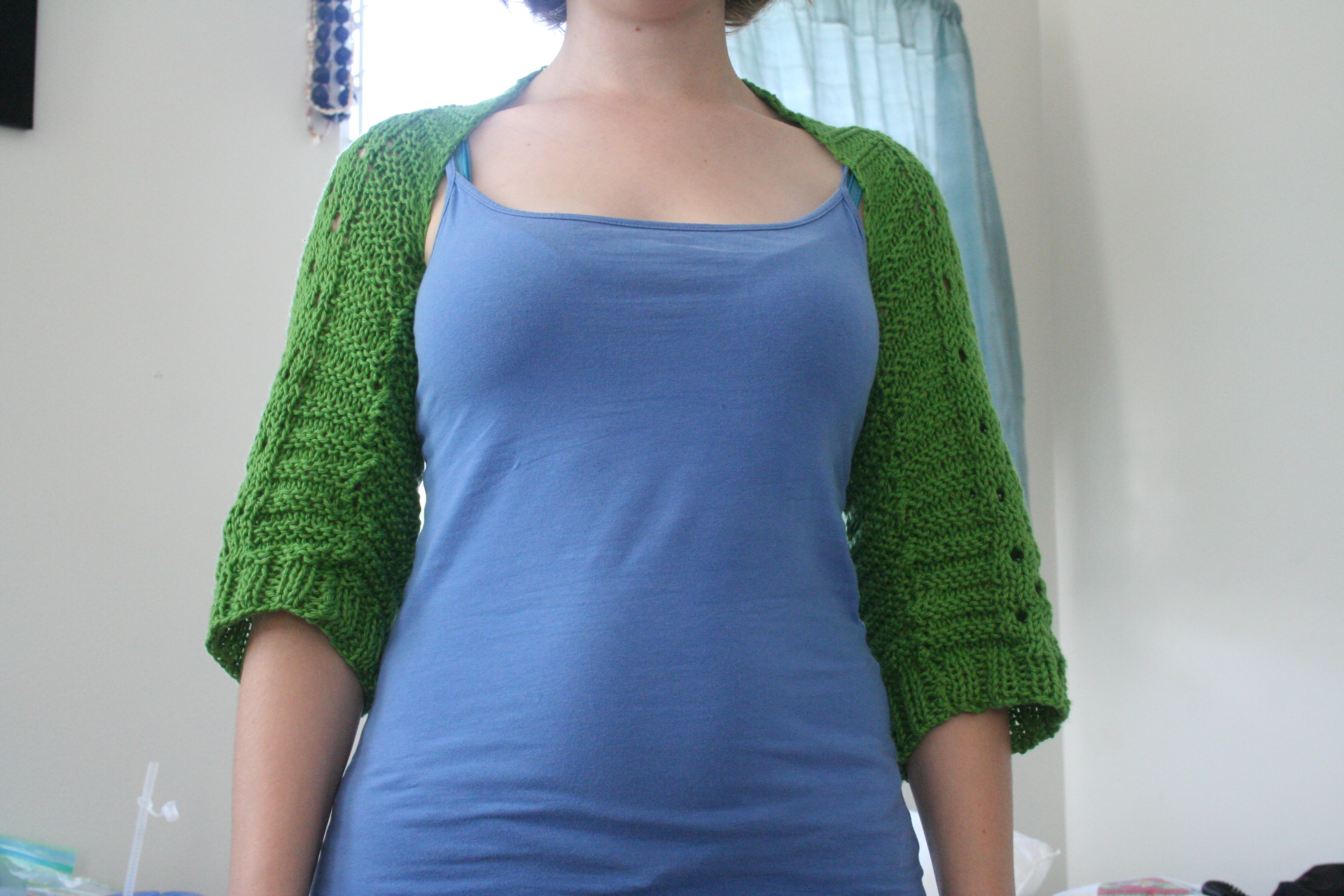
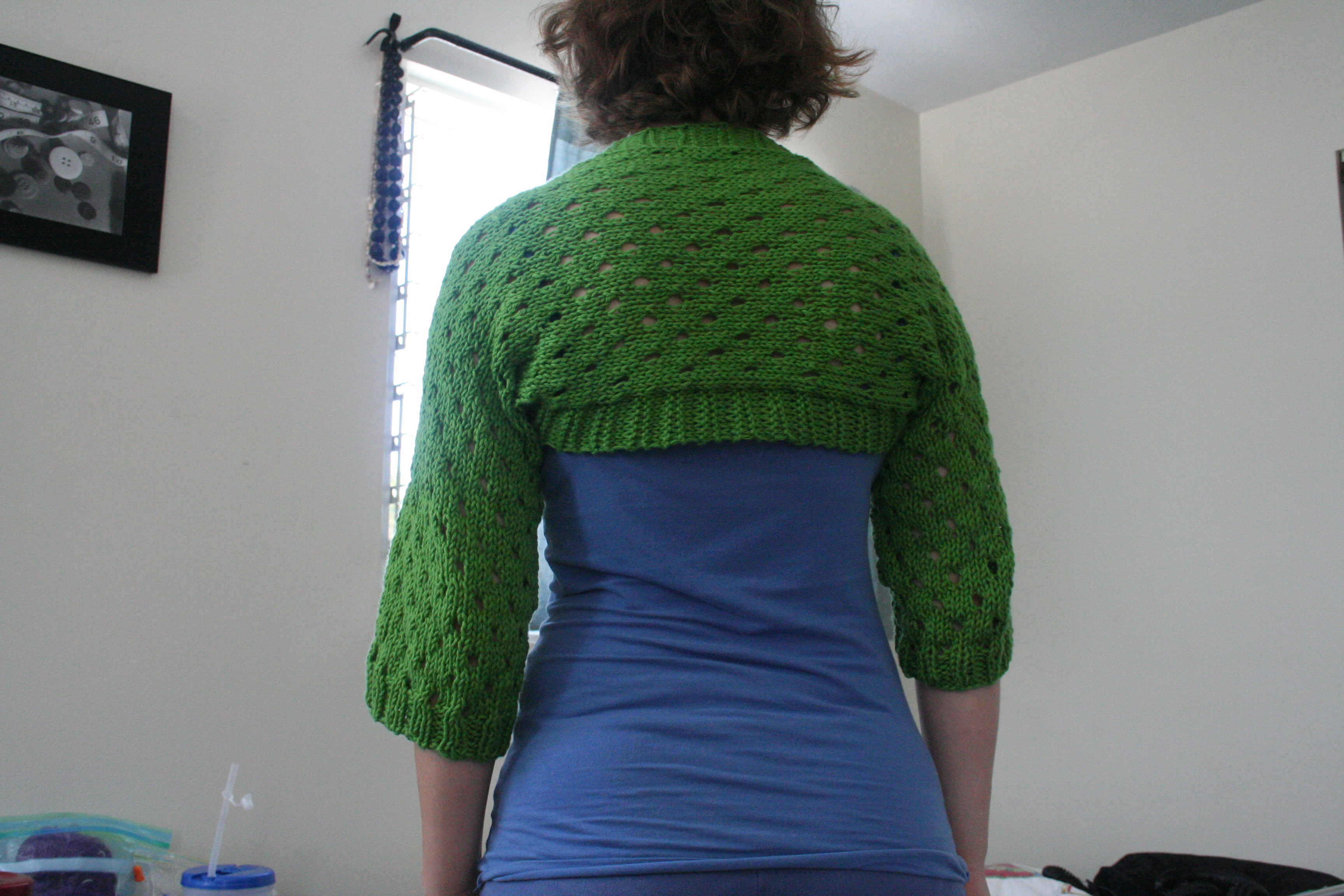
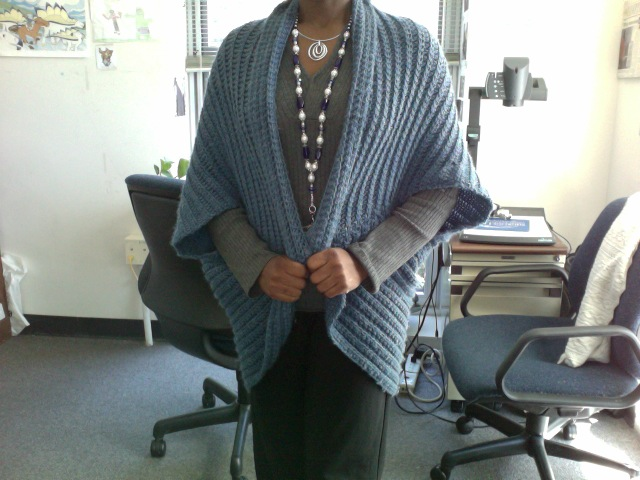

## 概要
ボレロ（スペインの民俗舞踏曲）の踊り子が着用していた上着が元になっているため、「ボレロ」と呼ばれる。
スペインの闘牛士が着ている上着は典型的なボレロである。
通常、ワンピースやキャミソール、ビスチェなどの上に重ね着する。フォーマルからカジュアルまで場面を問わず用いられ、学生服の一部としてや、幼児向けのものもある。

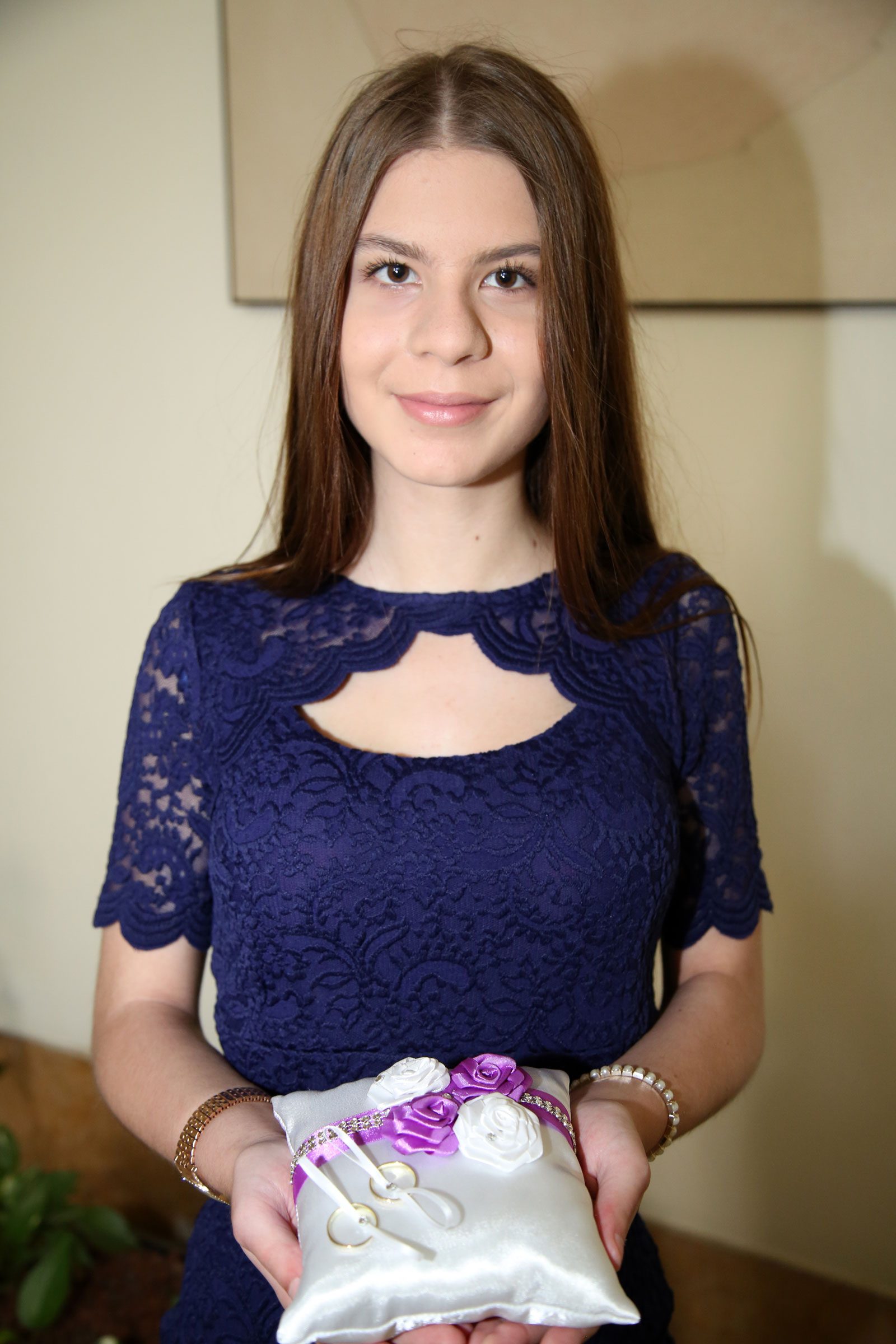
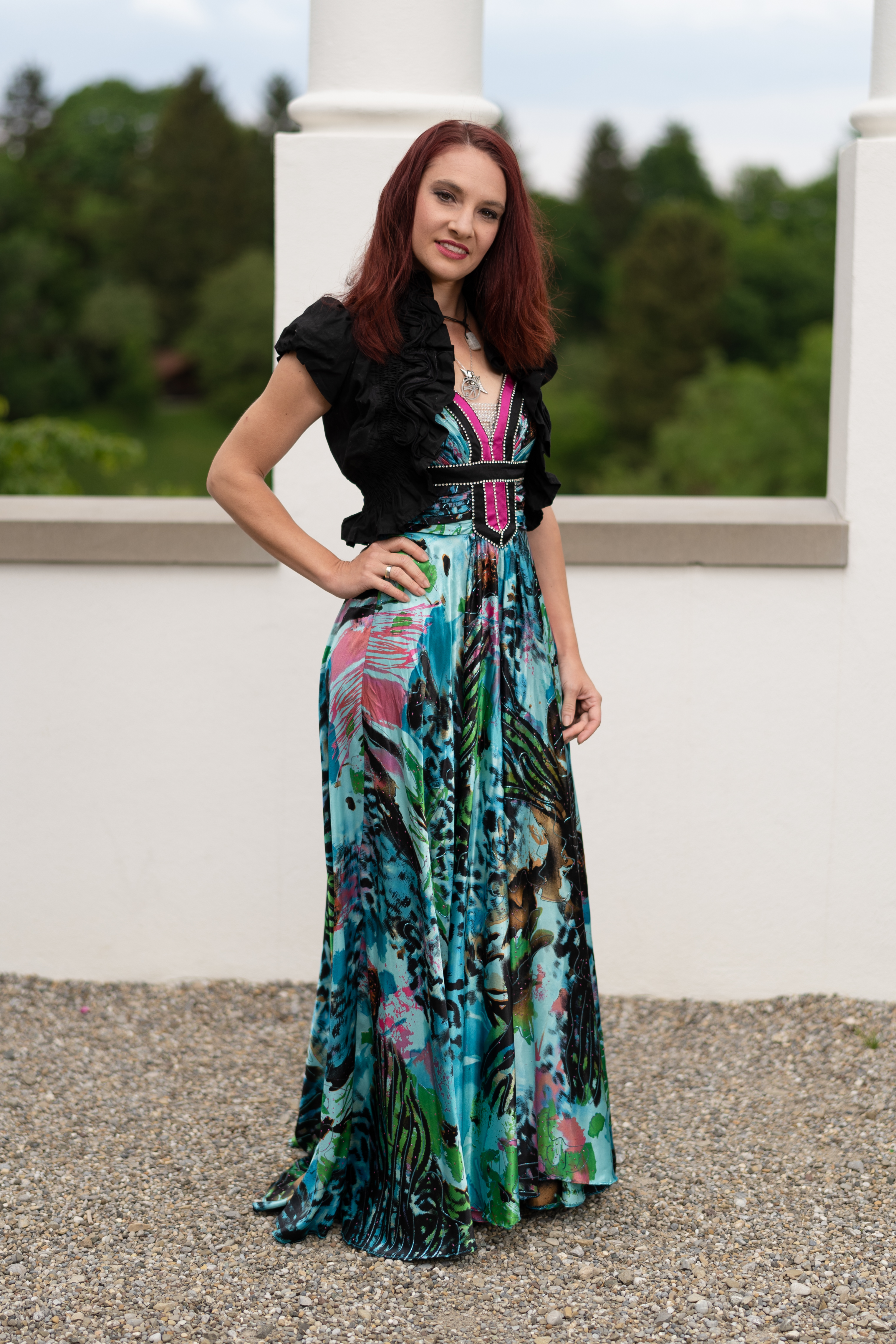
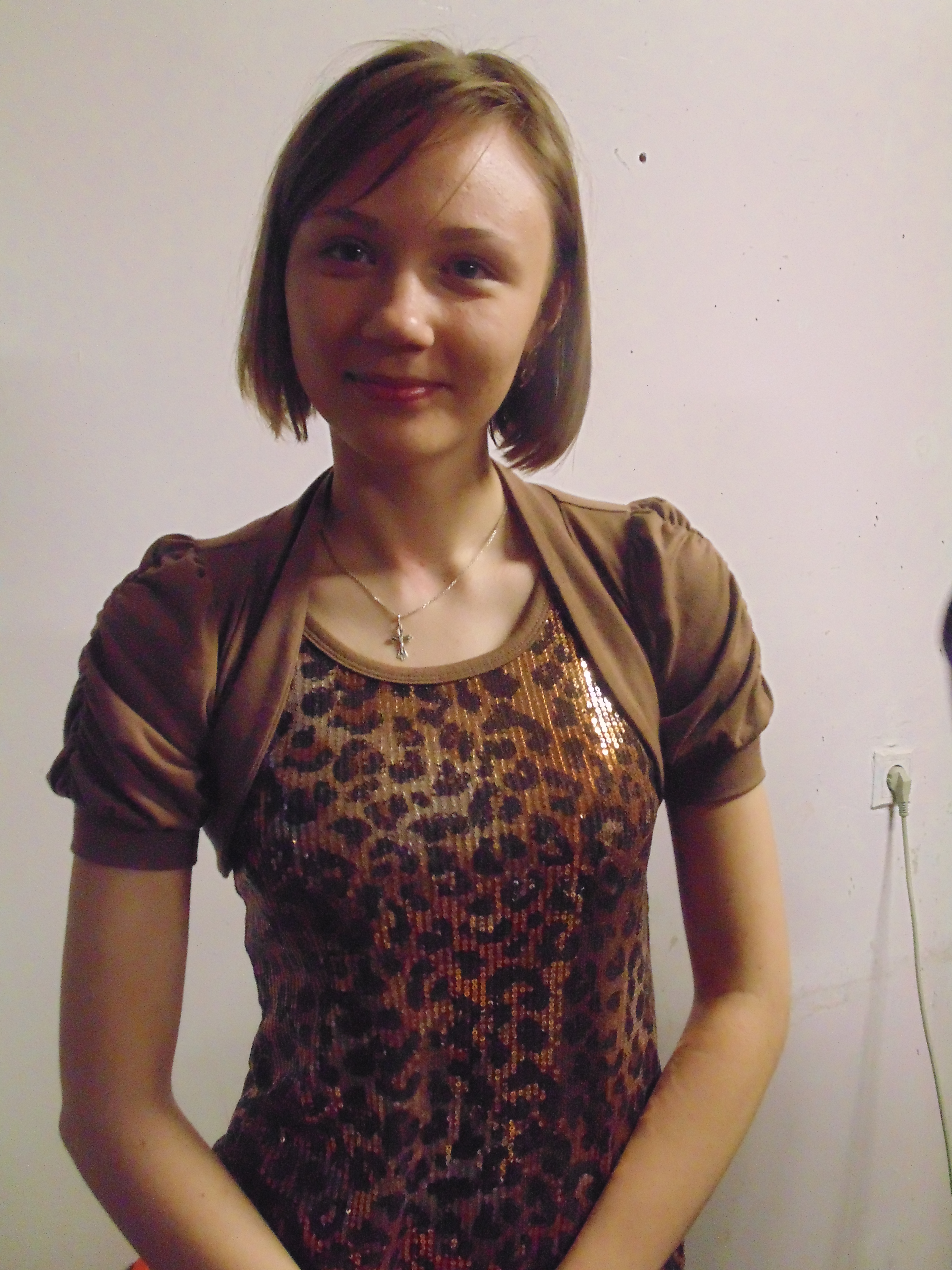

服飾学的には、ボレロは「ショートジャケット」（着丈がウエストライン以上の短いジャケット）の一種として分類されるが、日本の学校制服のボレロには丈が長いものが多く、ジャンパースカートの上に重ね着される。
ニット製のカジュアルなものは、シュラグ（英: shrug）とも呼ばれる。